# 잠베지주

잠베지 주의 위치

카프리비 아프리카 국민 연합의 깃발 (카프리비 분리 독립파의 기)

잠베지주(영어: Zambezi)는 나미비아 북동부에 위치한 주로, 주도는 카티마물릴로이며 면적은 19,532km2, 인구는 90,422명이다. 주 이름은 잠베지강에서 유래된 이름이다. 카프리비 회랑에 위치하며 북서쪽으로는 앙골라 쿠안두쿠방구주, 북쪽으로는 잠비아 서부 주, 남쪽으로는 보츠와나 북서부 구와 접한다. 6개 선거구로 나뉜다.
2013년 이전까지는 카프리비 주(영어: Caprivi)라는 이름으로 불렀는데 이는 독일의 재상인 레오 폰 카프리비에서 유래된 이름이다. 잠베지 주는 원래 영국의 식민지였지만 1890년 헬골란트-잔지바르 조약에 따라 독일 제국의 식민지가 되었고 잠베지 주도 독일령 남서아프리카의 일부가 된다.
1918년 독일 제국이 제1차 세계 대전에서 패배하고 모든 해외 식민지를 잃게 되면서 카프리비 주의 주권은 남아프리카 연방에 넘어가게 된다. 1972년 당시 나미비아를 지배하고 있던 남아프리카 공화국 정부는 이 곳에 동카프리비 주를 신설했고 1976년 주 이름을 로지 자치국으로 변경한다. 1984년 로지 자치국은 남아프리카 공화국 중앙 정부에 넘어갔고 1990년 나미비아가 독립하면서 카프리비 주도 나미비아의 일부가 된다.
잠베지 주의 인구는 약 80,000명으로 추산되는데 이는 나미비아 전체 인구의 4%를 차지한다. 이 가운데 17,000명은 로지인이고 56,000명은 잠비아 서부 지방 인근 지대, 70,000명은 짐바브웨 북서부 지방 인근 지대, 14,000명은 보츠와나 북부 지방 인근 지대에 거주한다.